# 新界區專線小巴77線
新界區專線小巴77線是香港一條已停辦的小巴路線，由偉文發展旗下均億投資有限公司營辦，來往天水圍及落馬洲，途經朗屏邨、元朗市中心，主要是服務天水圍南、朗屏及元朗的乘客前往落馬洲轉車站，再轉皇巴前往深圳。本線另設由天耀邨單向開往新田公共運輸交匯處的77P線，只在平日早上繁忙時間提供服務。
新界區專線小巴77B線是香港一條已停辦的小巴路線，由偉文發展旗下均億投資有限公司營辦，來往天水圍及博愛醫院（每日21:00後改以形點II為總站），途經天瑞邨、天耀邨、朗屏邨及元朗大馬路，為77線的區間車。

## 歷史
本路線於1997年3月20日配合皇崗口岸啟用而投入服務。在2003年3月20日，本路線23:00後的班次延長至落馬洲管制站，於當日00:00生效。同年12月7日，往落馬洲方向繞經元朗站公共運輸交匯處。
2013年年初的數據顯示，77線約57%乘客是往返天水圍、朗屏邨及元朗市中心的短途客，而前往落馬洲的乘客約43%。因此，運輸署於3月提出分拆路線，77線改為來往天水圍市中心及元朗站，以及行走來往元朗站及落馬洲的「77C線」，冀能提升營運效率。
運輸署與元朗區議會商討後，於5月建議77線分拆為行走完整路段之「全程車」，每15鐘一班；以及只來往天水圍市中心及元朗站之區間車，班次為6-12分鐘一班；最後營辦商於2013年8月25日開辦「區間線」77B。
運輸署於2015年10月4日起試行重整77A及77B線的服務，為期3個月，77A線不再途經天水圍南，而77B線則由元朗（東）延長至博愛醫院，提供來往天水圍南及博愛醫院的服務，以及提高全程票價。
為配合天水圍醫院首階段於2017年1月9日投入服務，由當天起，77B線於每日09:30-17:30繞經天壇街及天水圍醫院。
2020年起，受新型冠狀病毒肺炎疫情影響，皇崗口岸一直封關，77和77P線長期暫停服務，營辦商虧蝕情況嚴重，迫不得已於2021年8月向運輸署提出放棄營辦77、77A、77B和77P線，運輸署經審視後認為有關服務不再適宜以專綫小巴形式營運，遂批准並向元朗區議會交通及運輸委員會建議由港鐵巴士K74綫提升服務取代，讓委員於2022年2月22日前提出意見，最終於同年3月6日實施。

## 服務時間及班次
77
- 每日天水圍市中心開：06:00-23:00，15分鐘一班
- 每日落馬洲轉車站開：06:35-23:55，15分鐘一班

往天水圍方向每晚23:00至尾班車使用落馬洲管制站為起點站
77B
- 每日天水圍市中心開：05:50-23:00，6-12分鐘一班
- 每日博愛醫院開：06:35-23:55，6-12分鐘一班

每日09:30-17:30來回程繞經天水圍醫院。另外每日21:00後以形點II為總站，不駛入博愛醫院。

## 收費
77,77P
- 全程收費：$10.2
  - 元朗形點1往天水圍：$6.0

77B
- 全程收費：$7.9
  - 天水圍往來元朗市：$6.0

| - 本線大小同價。 - 乘客可以現金或八達通於上車時付款，不設找續。 - 65歲或以上長者使用長者或個人八達通（包括「樂悠咭」），合資格殘疾人士使用「殘疾人士身份」個人八達通卡繳付車資，以及60至64歲香港居民使用「樂悠咭」，均可享有每程劃一$2.0的政府長者及合資格殘疾人士公共交通票價優惠計劃。 - 乘客若繳付分段收費，請通知車長調校八達通機。 |

## 行車路線
77、77P

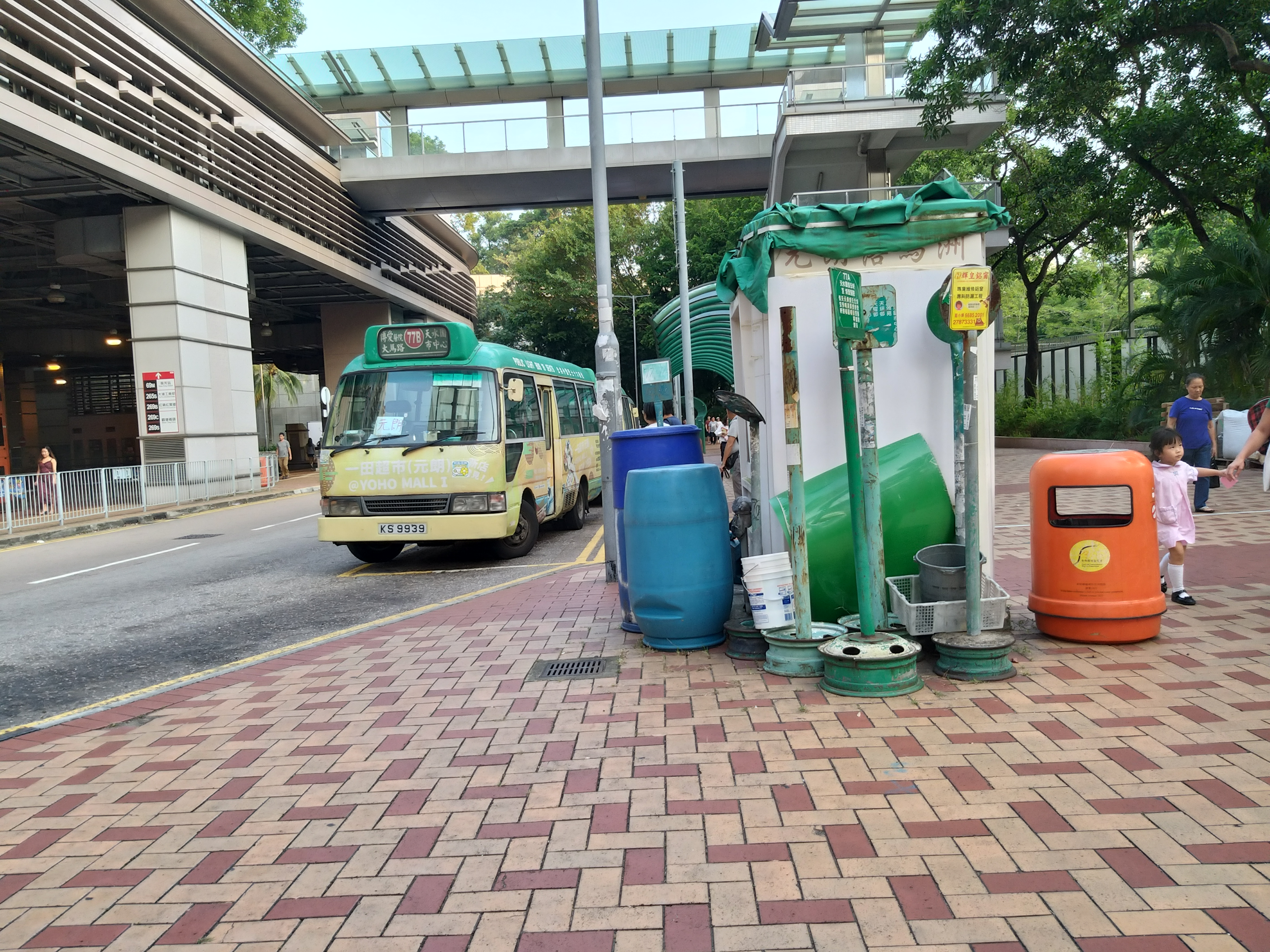
新界區專線小巴77線在天水圍的總站

- 往落馬洲方向駛經：天恩路，天榮路，天城路，天華路，天瑞路，天頌苑通道，天瑞路，天湖路，天耀路，天耀巴士總站，天耀路，朗天路，朗屏路，朗屏巴士總站，朗屏路，鳳池路，屏會街，元朗安寧路，媽廟路，元朗大馬路，朗日路，元朗站公共運輸交匯處，朗日路，青山公路，博愛交匯處，元朗公路，新田公路，支路及青山公路。

天耀巴士總站是77P早上由天耀邨開出的班次會駛經的路段
- 往天水圍方向駛經：青山公路，支路，新田交匯處，新田公路，元朗公路，博愛交匯處，元朗大馬路，擊壤路，元朗安寧路，媽廟路，宏達路，鳳池路，朗屏路，朗屏巴士總站，朗屏路，朗天路，天福路，天耀路，天湖路，天瑞路，天華路，天葵路，天龍路，天城路，天恩路及嘉恩街。

77B
- 往博愛醫院駛經：嘉恩街、天恩路、天榮路、天城路、天華路、天瑞路、天頌苑通道、天壇街、天水圍醫院通道、天壇街、天瑞路、天瑞總站、天瑞路、天湖路、天耀路、天福路、朗天路、水邊圍交匯處、朗屏路、朗屏邨總站、朗屏路、鳳池路、屏會街、元朗安寧路、媽廟路、青山公路 – 元朗段、朗日路、青山公路 – 元朗段、博愛交匯處、S5通道。
- 往天水圍方向，駛經：S5通道、博愛交匯處、青山公路 – 元朗段、擊壤路、元朗安寧路、媽廟路、宏達路、鳳池路、朗屏路、朗屏邨總站、朗屏路、水邊圍交匯處、朗天路、天福路、天耀路、天湖路、天瑞路、天壇街、天水圍醫院通道、天壇街、天瑞路、天華路、天城路、天恩路及嘉恩街。

綠字表示該路段每天09:00-17:30會繞經。
藍字表示該路段每天2100後不會駛經。

## 外部連結
- 小巴濫收車資 運輸署懶監管 （页面存档备份，存于），東方日報，2009年4月21日
- 香港巴士大典上的相关条目：新界專綫小巴77線
- 香港巴士大典上的相关条目：新界專綫小巴77B線
- 香港巴士大典上的相关条目：新界專綫小巴77P線